# Ivor Windsor-Clive
Ivor Miles Windsor-Clive, 2e comte de Plymouth (4 février 1889 - 1er octobre 1943) est un noble anglais et homme politique du Parti conservateur.

## Jeunesse
Ivor est né le 4 février 1889. Il est le deuxième et le seul fils survivant de Robert Windsor-Clive (1857–1923) et d'Alberta Victoria Sarah Caroline Paget. Il fait ses études au Collège d'Eton et au Trinity College de Cambridge. Il succède à son père en 1923, et porte auparavant le titre subsidiaire de son père, vicomte Windsor.
Son grand-père paternel est Robert Windsor-Clive, lui-même fils de Harriet Windsor-Clive (en). La mère d'Ivor est la fille d'Augustus Paget, ambassadeur britannique en Autriche-Hongrie qui descend des comtes d'Uxbridge.

## Carrière
Il est conseiller de West St Pancras au London County Council de 1913 à 1919, et est élu député conservateur de Ludlow, Shropshire lors d'une élection partielle en janvier 1922, occupant le siège jusqu'à ce qu'il succède à son père en mars 1923. Il occupe le poste de capitaine des Gentlemen-at-Arms de 1925 à 1929, sous-secrétaire d'État parlementaire aux Affaires nationales de janvier à juin 1929, Secrétaire parlementaire du ministère des Transports de 1931 à 1932, sous-secrétaire d'État pour les colonies de 1932 à 1936, et sous-secrétaire d'État parlementaire aux Affaires étrangères de 1936 à 1939.
Il est surtout connu pour son travail en tant que coprésident du Comité international pour la non-intervention dans la guerre civile espagnole.
Il est nommé lord-lieutenant de Glamorgan en 1923 et conseiller privé en 1929. Il est nommé citoyen d'honneur de Cardiff en 1936, est maire à charte de l'arrondissement de Barry en 1939, président du musée national du pays de Galles et Pro-Chancelier de l'université du pays de Galles en 1941. Il est nommé sous-prieur de l'ordre de Saint-Jean de Jérusalem en 1943.
Le 12 mars 1924, il est nommé colonel honoraire du Glamorgan Coast Regiment, Royal Artillery ; son père avait occupé le même poste. Lord Plymouth est président de la Commission royale d'enquête sur les monuments anciens et historiques de la Principauté.

## Vie privée
Le 14 juillet 1921, il épouse Irene Corona Charteris (1902-1989), la troisième fille de Hugo Charteris et Mary Constance Wyndham, elle-même l'une des trois célèbres sœurs Wyndham, toutes filles de Percy Wyndham. Ils ont:
- Other Robert Ivor Windsor-Clive, 3e comte de Plymouth (1923–2018), qui épouse Caroline Helen Rice (1931–2016), petite-fille de Grace Curzon, marquise Curzon de Kedleston, en 1950.
- Richard Archer Alan Windsor-Clive (né en 1928), qui épouse Joanna Mary Woodall, fille d'Edward Corbet Woodall, en 1955. Ils divorcent en 1968 et il épouse la même année Mary Alice (née Jolliffe) Chancellor (mère d'Anna Chancellor), fille unique de William Jolliffe. Ils divorcent en 1997[1]
- Rowland David Owain Windsor-Clive (1938–1965)
- Gillian Mary Windsor-Clive (décédée en 1961), qui épouse Wilfred Wooller (1912–1997) en 1941. Ils divorcent en 1947 et elle épouse la même année Albertus Jacobus de Haan (décédé en 1991)
- Clarissa Windsor-Clive (née en 1931), qui épouse Keith Maclean Forbes Egleston en 1953
- Rosula Caroline Windsor-Clive (née en 1935), qui épouse Alan Glyn (1918–1998), député de Clapham, Windsor et Maidenhead, en 1962

Ivor Windsor-Clive est mort en 1943 à l'âge de 54 ans et est enterré dans le terrain familial Windsor-Clive à Tardebigge, Worcestershire. Son épouse Irene Corona (1902-1989) est enterrée à côté de lui. À sa mort, son fils aîné hérite d'un domaine évalué à plus de 30 millions de livres sterling, qui comprend le domaine d'Oakly Park près de Ludlow dans le Shropshire qui dépasse 7 500 acres.